# الاتا، مالی
الاتا، مالی (به لاتین: Alata, Mali) یک سکونتگاه مسکونی در مالی است که در استان گائو واقع شده‌است.

## خصوصیات
الاتا ۲٬۱۸۴ نفر جمعیت دارد.